# Dinkelland
Dinkelland és un municipi de la província d'Overijssel, al centre-est dels Països Baixos. L'1 de gener de 2009 tenia 26.085 habitants repartits per una superfície de 176,81 km² (dels quals 1,04 km² corresponen a aigua). Limita al nord amb Tubbergen i els municipis de Lage, Neuenhaus i Nordhorn (Baixa Saxònia), a l'est amb Losser i al sud amb Borne, Hengelo, Enschede i Oldenzaal.

## Agermanaments
- Liptovský Mikuláš

## Política
| Eleccions locals de 2006 | Eleccions locals de 2006 | Eleccions locals de 2006 |
| ------------------------ | ------------------------ | ------------------------ |
| Partit                   | %                        | Regidors                 |
| CDA                      | 43,6                     | 9                        |
| Lokaal Dinkelland        | 32,1                     | 7                        |
| PvdA                     | 13,2                     | 3                        |
| VVD                      | 11,1                     | 2                        |
| Total                    | 66,3                     | 21                       |

| Eleccions generals 2006 | Eleccions generals 2006 |
| ----------------------- | ----------------------- |
| Partit                  | %                       |
| CDA                     | 60,6                    |
| PvdA                    | 11,1                    |
| VVD                     | 10,7                    |
| SP                      | 9,2                     |
| PVV                     | 3,6                     |
| GroenLinks              | 1,7                     |
| ChristenUnie            | 1,1                     |
| Total                   | 87,0                    |